# Brachyrrhipis venosa
Brachyrrhipis venosa là một loài bọ cánh cứng trong họ Callirhipidae. Loài này được Champion mô tả khoa học đầu tiên năm 1896.